# Opatowiec (gmina)
Opatowiec (hist. gmina Rogów) – gmina miejsko-wiejska w województwie świętokrzyskim, w powiecie kazimierskim. W latach 1975–1998 gmina leżała w województwie kieleckim. Siedzibą gminy jest Opatowiec.
W 2014 Gmina Opatowiec wydała ilustrowaną monografię gminy. Pod koniec czerwca 2018 r. gminę zamieszkiwało 3267 osób. Natomiast według danych z 31 grudnia 2017 roku gminę zamieszkiwało 3267 osób.

## Struktura powierzchni
Według stanu z 1 stycznia 2011 r. powierzchnia gminy wynosi 68,58 km².
W 2007 r. 83% obszaru gminy stanowiły użytki rolne, a 9% – użytki leśne.

## Demografia

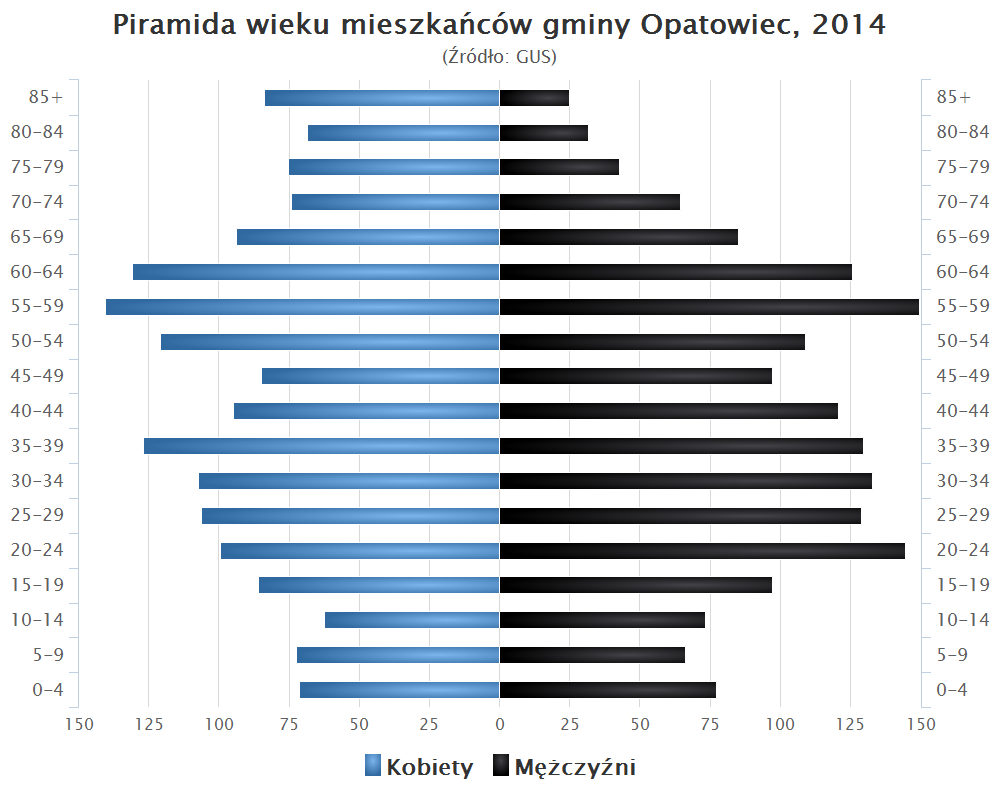
Piramida wieku mieszkańców gminy Opatowiec w 2014 roku

Dane z 31 grudnia 2017 roku:
| Opis                              | Ogółem | Ogółem | Kobiety | Kobiety | Mężczyźni | Mężczyźni |
| --------------------------------- | ------ | ------ | ------- | ------- | --------- | --------- |
| jednostka                         | osób   | %      | osób    | %       | osób      | %         |
| populacja                         | 3 267  | 100    | 1 637   | 50,1    | 1 630     | 49,9      |
| gęstość zaludnienia (mieszk./km²) | 48     | 48     | 25      | 25      | 23        | 23        |

## Zabytki archeologiczne
Na terenie sołectwa w Rzemienowicach potwierdzono w 2017  istnienie dobrze zachowanej, olbrzymiej osady sprzed ok. 2 tys. lat, rozpoznanej wcześniej na zdjęciach lotniczych. Badania te są prowadzone przez archeologów Uniwersytetu Jagiellońskiego.

## Sołectwa
Charbinowice, Chrustowice, Chwalibogowice, Kamienna, Kęsów, Kobiela, Kocina, Kraśniów, Krzczonów, Ksany, Ławy, Mistrzowice, Opatowiec, Podskale, Rogów, Rzemienowice, Senisławice, Trębaczów, Urzuty, Wyszogród.

## Sąsiednie gminy
Bejsce, Czarnocin, Gręboszów, Kazimierza Wielka, Koszyce, Nowy Korczyn, Wietrzychowice, Wiślica